# クレヴォラドッソラ
クレヴォラドッソラ（伊: Crevoladossola）は、イタリア共和国ピエモンテ州ヴェルバーノ・クジオ・オッソラ県にある、人口約4,600人の基礎自治体（コムーネ）。

## 地理

### 位置・広がり
| 隣接するコムーネは以下の通り。 - ボニャンコ - クロード - ドモドッソラ - マゼーラ - モンテクレステーゼ - トラスクエーラ - ヴァルツォ |

## 行政

### 分離集落
クレヴォラドッソラには、以下の分離集落（フラツィオーネ）がある。
Bisate, Bosco, Caddo, Oira, Pontemaglio, Preglia